# Sobiesław Mieroszewski
Sobiesław Krzysztof Mieroszewski (Mieroszowski) herbu Ślepowron (ur. 27 stycznia 1856, zm. w 1899) – galicyjski hrabia, właściciel Rabki, Skomielnej Białej, Chabówki i Karniowic, szambelan dworu wielkoksiążęcego sasko-weimarskiego, członek założyciel Towarzystwa Gimnastycznego „Sokół” w Krakowie.
Był młodszym synem Jana Stanisława Mieroszewskiego. Po rezygnacji ojca z funkcji posła 30 listopada 1886 uzyskał mandat poselski z IV kurii Okręgu Kraków-Mogiła-Liszki-Skawina do Sejmu Krajowego Galicji V kadencji. W 1896 sprzedał zamek w Pieskowej Skale Michałowi Wilczyńskiemu, zachował jednak całe jego wyposażenie.